# Ahmed Ben Yessef
Ahmed Ben Yessef est un artiste peintre, dessinateur, lithographe, sculpteur et céramiste marocain né le 26 octobre 1945 à Tétouan et installé à Séville (Espagne).

## Biographie
Ahmed Ben Yessef est élève de l'Institut national des beaux-arts de Tétouan à partir de 1962, puis de l'École des beaux-arts de Séville à partir de 1967.
Installé depuis à Séville, c'est en 1978, analyse le Dictionnaire Bénézit, qu'« il profite de la vogue de l'hyperréalisme pour radicaliser sa position figurative qu'il pousse dans ce sens d'une extrême minutie, aimant représenter la femme marocaine dans l'éclat et le détail de ses vêtements d'apparat ».

## Expositions

### Expositions personnelles
- Bibliothèque américaine Mohamed-Melehi, Tanger, 1967[3].
- Galerie Le Savouroux, Casablanca, 1983[4].
- Ben Yessef, une vie consacrée à la peinture, Galerie nationale Bab Rouah, Rabat, 1993[1].
- Hommage à Ahmed Ben Yessef, La Minaudière des arts, Rabat, mai 2008[5].
- Ben Yessef, les paysages de l'âme, espace d'art Actu, Fondation Attijariwafa Bank, Casablanca, février-mars 2012[6],[7].
- Ahmed Ben Yessef - Œuvres récentes, Amadeus Art Gallery, Casablanca, décembre 2014 - janvier 2015[8].
- Ahmed Ben Yessef, simplicité et fortune d'une œuvre, Fondation B.M.C.I., Casablanca, 2015[9].
- Medina Art Gallery, Tanger, décembre 2015[10], septembre-octobre 2017[11].
- Ahmed Ben Yessef - Le parcours d'une vie au service de la création, Galerie Bertuchi, Tétouan, août-septembre 2016[12].
- Le dialogue entre les mots et le crayon : Ahmed Ben Yessef (dessins), Joaquin Nieto (poèmes), centre culturel de Dos Hermanas, septembre 2018[13].
- Galerie El Fenn, Tétouan, février-mars 2019[14].
- Hommage de la B.M.C.I. à Ahmed Ben Yessef, Villa des Arts, Casablanca, janvier 2023[9],[15].

### Expositions collectives

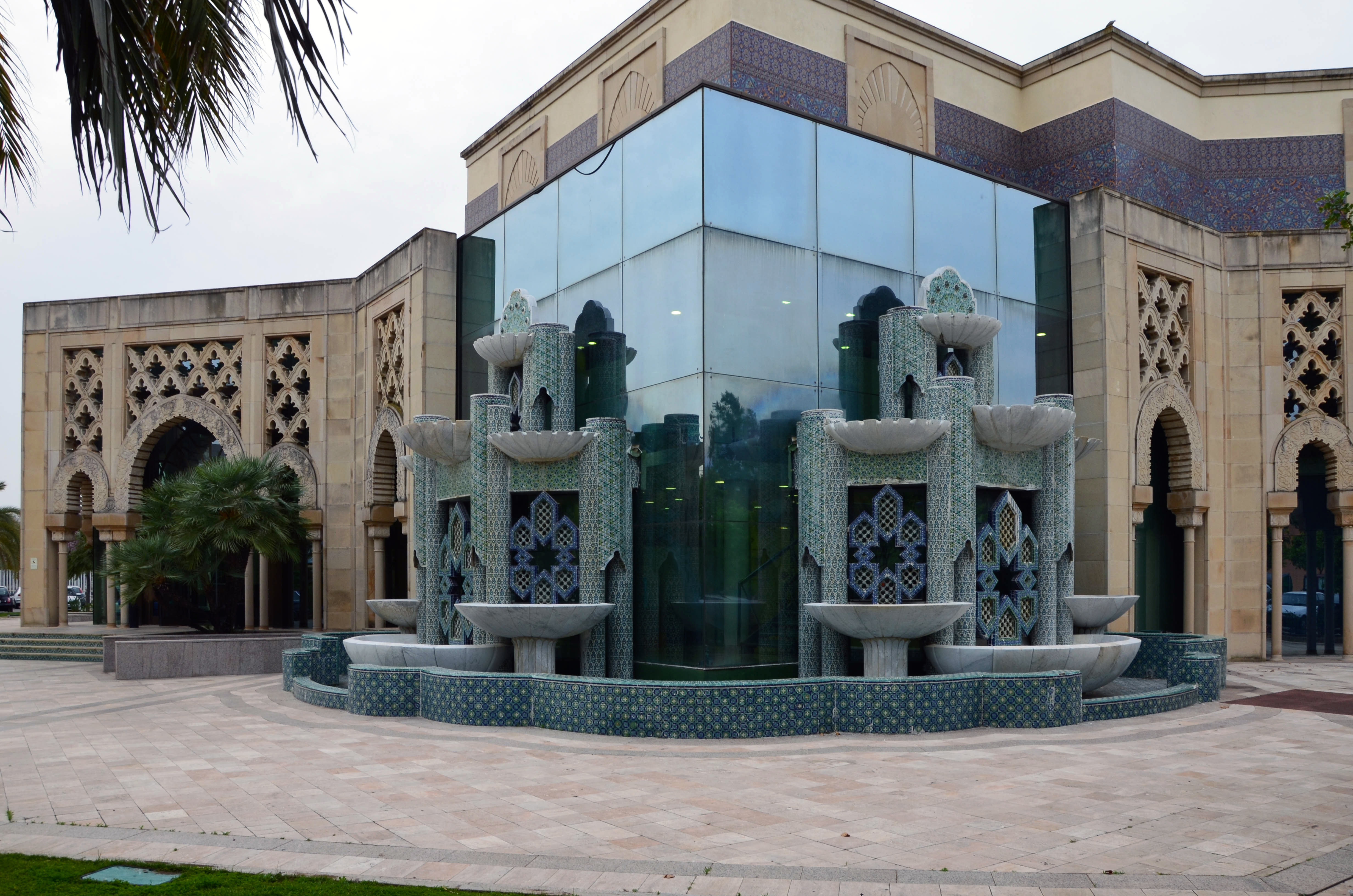
Pavillon du Maroc, Exposition universelle de 1992, Séville

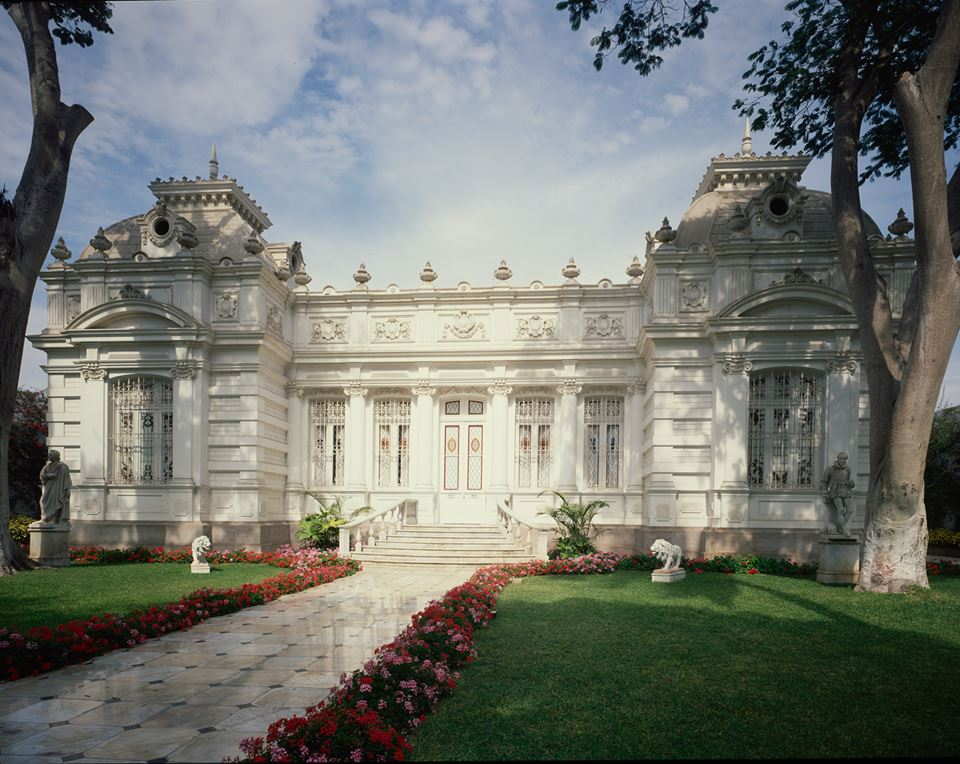
Musée Pedro de Osma, Lima

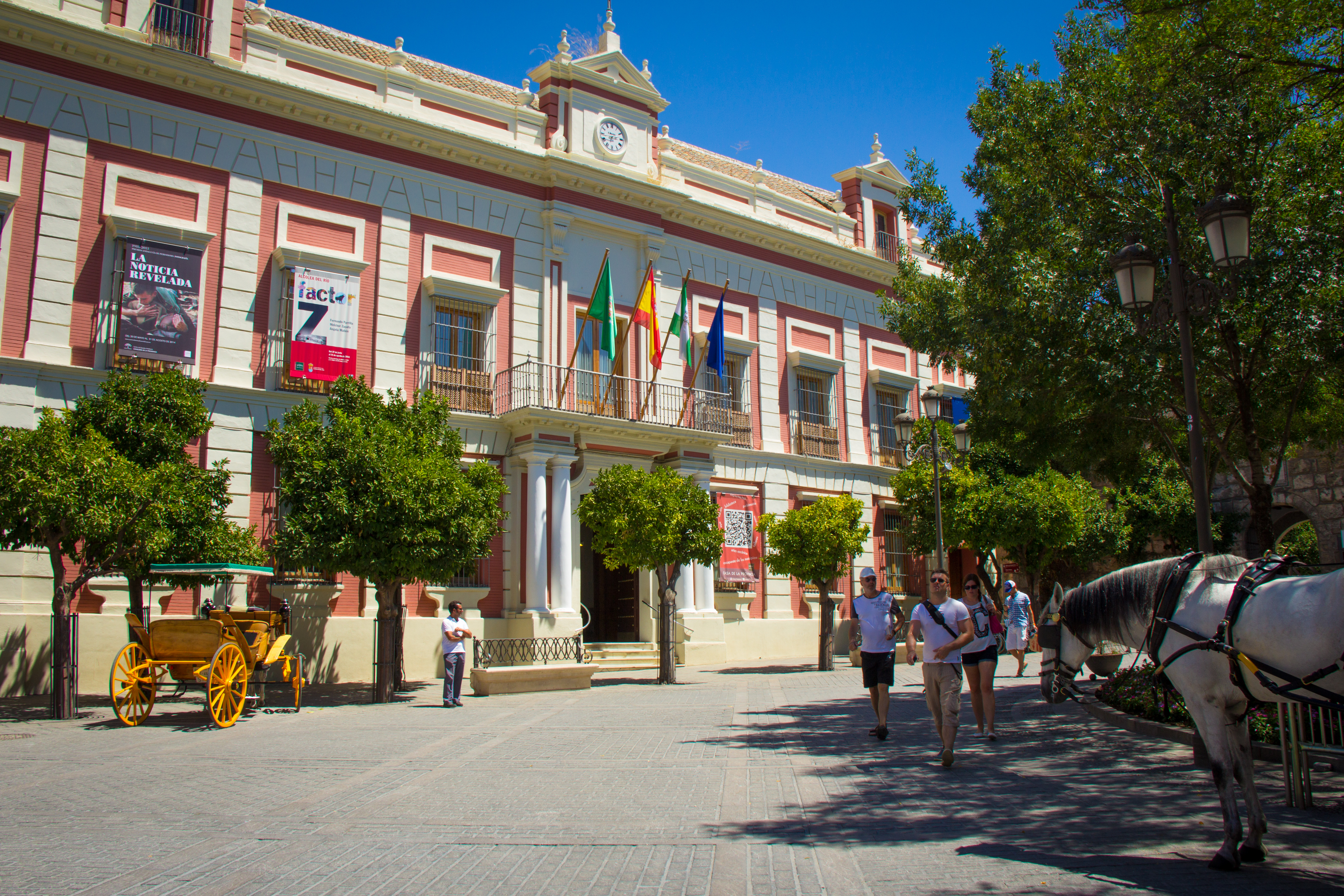
Casa de la Provincia, Séville

- Tres artistas de la pintura contemporánea, Galería Amplitud, Séville, 1979.
- Galerie Florencia, Dallas, 1987.
- Salon de l'estampe de Ville-d'Avray (organisation : Claude Raimbourg et Anne-Marie Leclaire), 1987
- Galerie Bernard Roche, Montréal, 1988.
- Fonds monétaire international, Washington, 1988.
- dix-huit peintres marocains et espagnols de l'École de Tétouan, pavillon du Maroc, Exposition universelle de Séville, 1992.
- Peintres espagnols, Unesco, Paris, 1993.
- Trois maîtres de la peinture marocaine : Meki Megara, Ahmed Ben Yessef, Saad Ben Cheffaj, Galerie d'arts Flandria, Tanger, 1994[4].
- Peintres de l'École de Tétouan, Foire internationale d'art contemporain de Grenade, 1996.
- Foires internationales d'art contemporain de Singapour et Canberra, 1997.
- Foire internationale d'art contemporain de Malaga, 1998.
- Peintres de Tétouan, Musée Pedro de Osma (es), Lima, 1999.
- Foire internationale d'art contemporain de Salamanque, 2003.
- Maîtres sévillans du XXe siècle, Galería Sokoa, Madrid, 2003[1].
- Exposition internationale des arts plastiques - L'art, innovation et développement, palais municipal de Settat, juillet 2010[16].
- Les 25 ans du Groupe d'aquarellistes de l'Andalousie, Casa de la Provincia, Séville, février-mars 2014[17].
- Peut-on parler-d'une touche propre aux artistes de l'École de Tétouan ?, Galerie Fan-Dok, avril-mai 2014, Rabat[18].
- Vingtième anniversaire de la Fondation Sidi M'chich El Alami - L'histoire de Kénitra en peinture, Fondation Sidi M'chich El Alami, Kénitra, juin 2014[19].
- Festival couleurs de Doukkala, janvier 2015[20].
- Les pionniers invités à Tanger, centre culturel Ahmed Boukmakh, Tanger, octobre-décembre 2016[21].
- Estampes d'artistes dans la collection Attijariwafa Bank - Regard sur un métier d'art, espace d'art Actua, Fondation Attijariwafa Bank, janvier-février 2020[22].
- Im'Press, Galerie Kent, Tanger, décembre 2022 - janvier 2023[23].
- Dar As-Sikkah : art et savoir-faire, Musée Bank Al-Maghrib, Rabat, janvier-mai 2023[24].
- Mix & Match - Les influences d'hier, l'inspiration de demain, espace d'art Actua, Fondation Attijariwafa Bank, Casablanca, octobre-novembre 2023[25].

## Citations

### Dits d'Ahmed Ben Yessef
- « Sonder la profondeur de l'âme humaine est l'essence de mon œuvre. » - Ahmed Ben Yessef[13]

### Réception critique

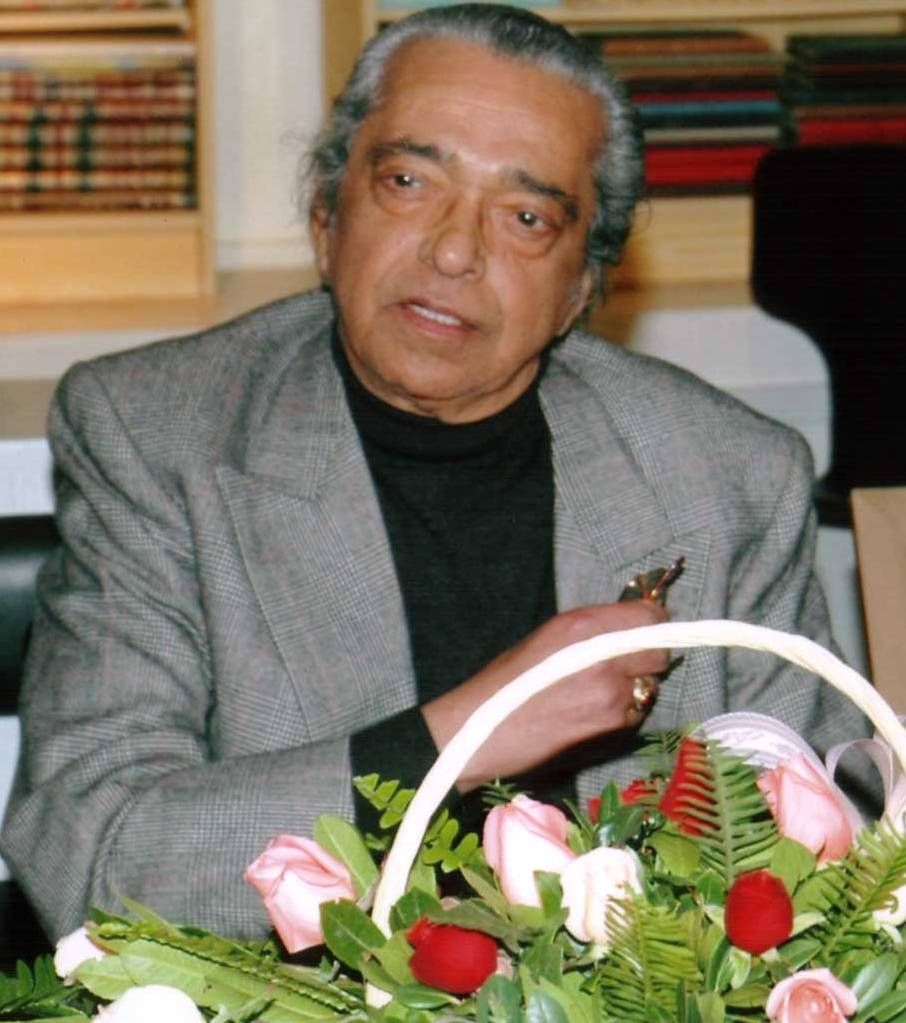
Mahdi Elmandjra

- « Ben Yessef est un homme de conviction et sa peinture une profession de foi. Son œuvre authentique prend ses sources dans les lumières de Tétouan et dans les ombres de ses ruelles, dans le mouvement, le langage et la musique de ses habitants, dans le rire de ses enfants, les parfums de ses plantes et l'envol de ses pigeons. » - Mahdi Elmandjra[11]
- « Moins soucieux des modes et des tendances que de son propre travail, l'important pour Ben Yessef a toujours été d'en faire un espace d'investigations… Le geste pictural, chez Ben Yessef, se décline dans des démarches audacieuses que met davantage en évidence sa prédilection pour le clair et l'obscur, l'ombre et la lumière, ainsi que pour toute une gamme de couleurs tantôt affirmées, tantôt dérobées, à l'aide de traits graves s'apparentant tout à la fois au registre du néoréalisme et de l'expressionnisme étayés par des touches surréalistes. Tous ceux qui ont approché l'œuvre d'Ahmed Ben Yessef n'ont pas manqué d'y pointer cette originalité consistant à subsumer éthique et esthétique en dehors de toute doxa d'école, de vogue et de mouvement stylistique. » - Abderrahman Tenkoul[26].

## Conservation

### Collections publiques

#### Maroc
- Fondation Attijariwafa Bank, Casablanca[7].
- Espace d'art Artorium de la Fondation T.G.C.C., Casablanca[27].
- Fondation Sidi M'chich El Alami, Kénitra[14].
- Académie du royaume du Maroc, Rabat[28].
- Ministère de la Culture, Rabat, Deux paysans, huile sur laine 179x100cm, 1965[29].
- Musée Mohammed VI d'art moderne et contemporain, Rabat[30].
- Palais royal, Rabat[31].

#### France
- Artothèque de l'espace Jacques-Prévert, Mers-les-Bains, lithographie 50x70cm, 1985.

### Collections privées
- Juan de Bourbon, comte de Barcelone[32].
- Valéry Giscard d'Estaing[33].

## Reconnaissance

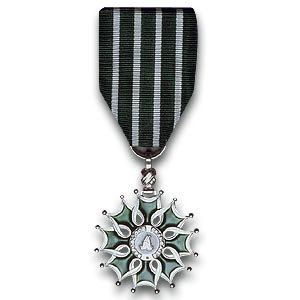
Médaille de chevalier de l'Ordre des Arts et des Lettres

### Hommages
- Al Massira, vaste fresque sur toile d'Ahmed Ben Yessef, a été reproduite sur la pièce de 10 dirhams commémorant les 25 ans de règne du roi Hassan II en 1986[20].
- La marche verte, tableau d'Ahmed Ben Yessef, a illustré le billet de 200 dirhams marocain[15].

### Prix et distinctions
- Décorations du roi Hassan II, Rabat, 1993, et du roi Mohammed VI, Madrid, 2000[6].
- Prix du meilleur illustrateur pour enfants, Maroc, 1999[34].
- Chevalier des Arts et des Lettres, France, 2007[34].

### Illustrations
- Aziza Bennani (préface de Juan Goytisolo), Tetuan, ciudad de todos los misterios, illustrations d'Ahmed Ben Yessef, Université de Grenade, 1992.
- Mahdi Elmandjra, Humiliation à l'ère du méga-impérialisme, illustrations d'Ahmed Ben Yessef, Maisonneuve et Larose, 2003.

### Filmographie
- Centre culturel virtuel pour les Marocains résidant à l'étranger, Ahmed Ben Yessef (visionner en ligne - Source : YouTube ; durée : 11'29").